# Vanguard (U-Boot)
HMS Vanguard (S28) ist ein Atom-U-Boot der Royal Navy und gehört der Vanguard-Klasse an. Als Raketen-U-Boot trägt die Vanguard 16 Interkontinentalraketen UGM-133A Trident II.

## Geschichte
Das U-Boot wurde 1986 als erstes seiner Klasse in Auftrag gegeben und noch im selben Jahr bei Vickers Shipbuilding and Engineering in Barrow-in-Furness auf Kiel gelegt. 1992 lief es vom Stapel und wurde auf den Namen Vanguard getauft. Bereits neun Schiffe der Royal Navy trugen vor ihr diesen Namen, der etwa Vorhut bedeutet. Im August 1993 wurde die Vanguard dann offiziell in Dienst gestellt.
Das U-Boot wurde in der Marinebasis Clyde in Faslane-on-Clyde, Schottland stationiert und fuhr von dort aus Patrouillen zur nuklearen Abschreckung. 2002 wurde die Vanguard in einem neuen Trockendock in der Basis Devonport eingedockt und dort überholt. Erst Ende 2004 war die Überholung beendet. Bei der Entfernung des Kernbrennstoffs geschah dabei ein Unfall, als der Aufzug, der den Kernbrennstoff aus dem Reaktor hob, gegen das Baugerüst um das U-Boot stieß. Nach offiziellen Angaben war der Unfall nicht sicherheitsrelevant. Die kritische Organisation Trident Ploughshares bezweifelte dies jedoch.
2005 nahm die Vanguard wieder ihre Patrouillenroutine auf. Während einer Fahrt kollidierte die Vanguard am 3. oder 4. Februar 2009 im Atlantik mit dem französischen Atom-U-Boot Le Triomphant der Triomphant-Klasse. Laut Aussage der Royal Navy seien beide Boote mit sehr niedriger Geschwindigkeit gefahren, es habe keine Verletzten gegeben. Die Vanguard sei demnach nach der Kollision unter eigener Kraft nach Faslane zurückgekehrt. Der Reaktor sei von dem Unfall nicht beeinträchtigt. Die französische Marine hatte bereits wenige Tage nach dem Zwischenfall bekanntgegeben, die Triomphant sei vermutlich mit einem Container kollidiert und leicht beschädigt worden. Erst am 16. Februar wurde die Kollision der beiden U-Boote öffentlich.
2015 musste für 120 Millionen Pfund der Reaktorkern der „Vanguard“ ausgetauscht werden. Da 2012 im Vulcan Naval Reactor Test Establishment in Dounreay bei einem Test zu viel Radioaktivität im Kühlwasser gemessen wurde, soll der frühzeitige Austausch des Kerns mögliche Reaktorprobleme auf britischen Atom-U-Booten im Vorfeld vermeiden.